# Onitis unguiculatus
Onitis unguiculatus là một loài bọ cánh cứng trong họ Bọ hung (Scarabaeidae).